# 米尔德河畔卡尔伯
米尔德河畔卡尔伯（德語：Kalbe (Milde)），简称卡尔伯（德語：Kalbe，發音：[ˈkalbə] ⓘ），是德国萨克森-安哈尔特州萨尔茨韦德尔-阿尔特马克县的城市，面积272.85平方千米，2023年12月31日人口为7,348人。